# Bopomofo

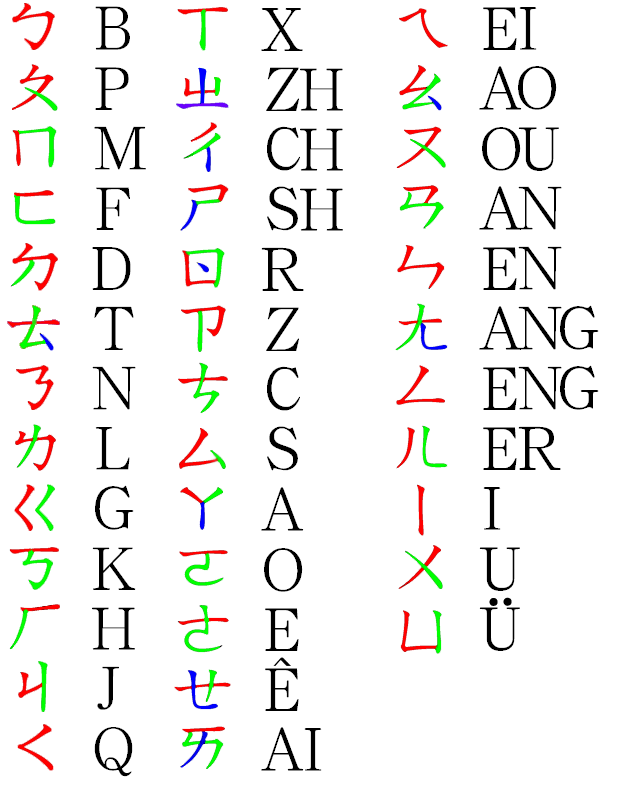
Equivalenza zhuyin-pinyin: i tratti sono tracciati nell'ordine rosso, verde, blu.

Il bopomofo (ㄅㄆㄇㄈ) o zhuyin fuhao (cinese tradizionale: 注音符號; cinese semplificato: 注音符号; pinyin: Zhùyīn fúhào) è un alfabeto creato per essere utilizzato nella traslitterazione del cinese standard a fini pedagogici e didattici. Oggi, a Taiwan è, con il cangjie e il dayi, uno dei tre metodi più utilizzati per l'inserimento della scrittura sulle tastiere taiwanesi. Grazie a segni addizionali, esso permette anche la notazione di altre lingue cinesi, segnatamente l'hakka e il min nan, e altre due lingue non cinesi parlate a Taiwan. Nella Cina continentale, questo sistema è stato abbandonato a vantaggio del pinyin, basato su una traslitterazione latina e introdotto successivamente alla presa del potere da parte del Partito Comunista Cinese.
La parola bopomofo viene dalle prime quattro lettere di questo alfabeto:
- bo (ㄅ) per la consonante b /p/ ;
- po (ㄆ) per la consonante p /ph/ ;
- mo (ㄇ) per la consonante m /m/ ;
- fo (ㄈ) per la consonante f /f/.

I cinesi denominano questo alfabeto di trascrizione 注音符號 (注音符号), zhùyīn fúhào, ossia «simboli fonetici».

## Storia e tecnica della creazione dei caratteri bopomofo
È stato creato nel XIX secolo in Cina, al fine di semplificare l'apprendimento della fonetica del mandarino. Fino alla sua creazione, caratteri molto utilizzati erano assemblati per rappresentare la fonetica degli altri caratteri. L'idea era di insegnare la pronuncia del mandarino a tutti i Cinesi, leggendo costoro la stessa scrittura, ma avendo una pronuncia diversa, in funzione della lingua.
Ad esempio il carattere «ㄖ» è derivato dal carattere sole antico, la cui forma moderna è «日». Questo carattere si pronuncia rì in mandarino (trascrizione pinyin) e serve a rappresentare la consonante «r». La maggioranza degli zhuyin funzionano sullo stesso principio.
È all'incirca lo stesso principio che è utilizzato nei kana giapponesi. In effetti, se la grammatica e la pronuncia del giapponese sono molto differenti da quelle del cinese, ciononostante la scrittura giapponese è fondata sugli ideogrammi originariamente provenienti dalla Cina.

## Grafemi del bopomofo

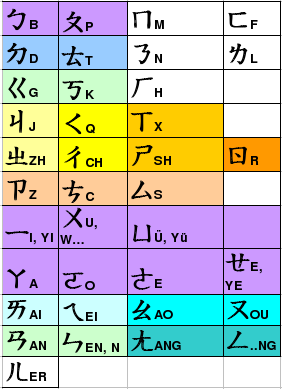
Equivalenze zhuyin-pinyin, con categorizzazione fonetica.

Bopomofo/zhuyin (le colonne zhuyin e pinyin mostrano le equivalenze)
| zhǔyīn                    | pīnyīn | IPA |  | zhǔyīn | pīnyīn | IPA |  | zhǔyīn | pīnyīn | IPA |  | zhǔyīn | pīnyīn | IPA |
| Iniziali (o 聲母 shēngmǔ) |        |     |  |        |        |     |  |        |        |     |  |        |        |     |
| ㄅ                        | b      | b̥   |  | ㄆ     | p      | pʰ  |  | ㄇ     | m      | m   |  | ㄈ     | f      | f   |
| ㄉ                        | d      | d̥   |  | ㄊ     | t      | tʰ  |  | ㄋ     | n      | n   |  | ㄌ     | l      | l   |
| ㄍ                        | g      | g̊   |  | ㄎ     | k      | kʰ  |  | ㄏ     | h      | x   |  |        |        |     |
| ㄐ                        | j      | ʥ̥   |  | ㄑ     | q      | ʨʰ  |  | ㄒ     | x      | ɕ   |  | ㄧ     | y      | j   |
| ㄓ                        | zh     | ɖʐ̥  |  | ㄔ     | ch     | ʈʂʰ |  | ㄕ     | sh     | ʂ   |  | ㄖ     | r      | ʐ   |
| ㄗ                        | z      | ʣ̥   |  | ㄘ     | c      | ʦʰ  |  | ㄙ     | s      | s   |  | ㄨ     | w      | w   |
| Finali (o 韻母 yùnmǔ)     |        |     |  |        |        |     |  |        |        |     |  |        |        |     |
| ㄚ                        | a      | a   |  | ㄛ     | o      | o   |  | ㄜ     | e      | ɤ   |  | ㄝ     | ê      | ɛ   |
| ㄞ                        | ai     | ai  |  | ㄟ     | ei     | ei  |  | ㄠ     | ao     | aʊ  |  | ㄡ     | ou     | ou  |
| ㄢ                        | an     | an  |  | ㄣ     | en     | ǝn  |  | ㄤ     | ang    | ɑŋ  |  | ㄥ     | eng    | ǝŋ  |
| ㄩ                        | ü      | y   |  | ㄧ     | i      | i   |  | ㄨ     | u      | u   |  | ㄦ     | er     | ɚ   |
| Toni (o 聲調 shēngdiào)   |        |     |  |        |        |     |  |        |        |     |  |        |        |     |
| 1 : nessuno               | ˉ      | ˉ   |  | 2 : ˊ  | ˊ      | ˊ   |  | 3 : ˇ  | ˇ      | ˇ   |  | 4 : ˋ  | ˋ      | ˋ   |

## Regole di scrittura e di lettura

### Notazione delle finali
Tre dei segni che notano le vocali finali, ㄣ /en/, ㄤ /ang/ et ㄥ /eng/, sono utilizzati anche per notare le consonanti nasali sole quando le vocali ㄧ /i/ e ㄨ /u/ le precedono: così ㄧㄣ si legge /in/, ㄧㄥ /ing/ e ㄨㄥ /ung/ (scritto
-ong in pīnyīn). Il pīnyīn yong / -iong è reso mediante ㄩㄥ /üng/, in conformità con la storia fonetica: /ü/ provenendo storicamente da /iu/, la notazione mediante /üng/ritorna a scrivere /iung/. Lo si pronuncia naturalmente normalmente [jʊŋ]. Nella stessa maniera, ㄦ /er/ serve anche a indicare la retroflessione di una vocale: ㄅㄧㄢㄦ si legge /bianr/, ossia [b̥jɚ] (si veda anche Suffisso -er).

### Vocali
La trascrizione in bopomofo segue talvolta le stesse convenzioni del pīnyīn: essa non indica le varianti allofoniche delle vocali. Cosìㄧㄢ /ian/ vale [jɛn] e non [jan]. Le differenze sono dovute soprattutto al fatto che il bopomofo è più una trascrizione fonetica (si nota ciò che si intende) che fonologica (si notano i fonemi in quanto unità funzionanti in opposizione).
Certe irregolarità del pīnyīn scompaiono: mentre, ad esempio, la finale complessa /jou/ è notata in pīnyīn mediante you ma -iu dopo una consonante, sono sempre i segni ㄧㄡ che si utilizzano nel bopomofo. Ugualmente, /wei/ (pīnyīn : wei / -ui) è sempre reso mediante ㄨㄟ, /wǝn/ (pīnyīn : wen / -un) mediante ㄨㄣ, e la vocale /ü/ è scritta ㄩ qualunque sia la sua posizione nella sillaba (in pīnyīn, si può scrivere yu, u in ju, qu, xu, e ü in lü e nü).
Infine, il bopomofo distingue chiaramente gli allofoni di /e/, ㄝ [ɛ] e ㄜ [ɤ], entrambi notati mediante e in pīnyīn; si trova ㄝ [ɛ] solo dopo una vocale palatale - /i/ o /ü/ ─ o quando costituisce la sillaba da solo.

### Iniziale e finale nulle
Le sillabe con vocale chiusa senza consonante iniziale, quelle notate in pīnyīn mediante i digrammi yi /i/, wu /u/ e yu /ü/, sono rese in bopomofo mediante la sola vocale, ossia ㄧ, ㄨ e ㄩ rispettivamente.
Allo stesso modo, le sillabe senza vocale finale ma la cui consonante è vocalizzata (ossia in pīnyīn zhi [ɖʐ̥ʅ], chi [ʈʂʰʅ], shi [ʂʅ], zi [ʣ̥ɿ], ci [ʦʰɿ] e ri [ʐʅ]) sono semplicemente trascritte in bopomofo mediante le lettere semplici ㄓ, ㄔ, ㄕ, ㄗ, ㄘ, ㄙ e ㄖ, senza segno di vocale.
Nota: è d'uso, nella trascrizione delle lingue cinesi, di rendere la vocalizzazione di una consonante per mezzo dei simboli [ɿ] e [ʅ], quest'ultimo dopo una consonante retroflessa: in pīnyīn, è la vocale -i che gioca questo ruolo. Nell'IPA, infine, bisogna utilizzare il simbolo sottoscritto [ˌ]. In tutti i casi, il simbolo utilizzato non trascrive una vocale ma un'assenza di vocale: è la sola consonante che è vocalizzata, ossia resa sillabica.

## Esempio
Tabella d'esempio sinogramma-zhuyin-pinyin.
王之渙 《登鸛雀樓》(Wáng Zhīhuàn, Dēng Guànquè Lóu)
| 白日依山盡 黃河入海流 欲窮千里目 更上一層樓 | ㄅㄞˊ ㄖˋ 一 ㄕㄢ ㄐ一ㄣˋ ㄏㄨㄤˊ ㄏㄜˊ ㄖㄨˋ ㄏㄞˇ ㄌ一ㄡˊ ㄩˋ ㄑㄩㄥˊ ㄑ一ㄢ ㄌ一ˇ ㄇㄨˋ ㄍㄥˋ ㄕㄤˋ 一ˋ ㄘㄥˊ ㄌㄡˊ | bái rì yī shān jìn huáng hé rù hǎi liú yù qióng qiān lǐ mù gèng shàng yì céng lóu |

Nota: i segni tonali possono anche scriversi al di sopra della vocale (ㄌ一̌, 一̀). Il tono 1 non è notato e il quinto tono è notato mediante un punto, mentre in pinyin il primo tono è una barra orizzontale e il quinto tono non è notato.

## Tabella di confronto con altri sistemi di romanizzazione
| IPA             | a  | ɔ  | ɛ  | ɤ   | ai | ei | au | ou | an | ən | aŋ  | əŋ  | ʊŋ   | aɚ  |
| --------------- | -- | -- | -- | --- | -- | -- | -- | -- | -- | -- | --- | --- | ---- | --- |
| Pinyin          | a  | o  | e  | e   | ai | ei | ao | ou | an | en | ang | eng | ong  | er  |
| Tongyong pinyin | a  | o  | e  | e   | ai | ei | ao | ou | an | en | ang | eng | ong  | er  |
| Wade-Giles      | a  | o  | eh | o/ê | ai | ei | ao | ou | an | ên | ang | êng | ung  | êrh |
| Zhuyin          | ㄚ | ㄛ | ㄝ | ㄜ  | ㄞ | ㄟ | ㄠ | ㄡ | ㄢ | ㄣ | ㄤ  | ㄥ  | ㄨㄥ | ㄦ  |
| Esempio         | 阿 | 哦 | 呗 | 俄  | 艾 | 黑 | 凹 | 偶 | 安 | 恩 | 昂  | 冷  | 中   | 二  |

| IPA             | i  | ie   | iou  | iɛn  | in   | iŋ   | iʊŋ  | u  | uo   | uei  | uən  | uəŋ  | y  | ye   | yɛn  | yn   |
| --------------- | -- | ---- | ---- | ---- | ---- | ---- | ---- | -- | ---- | ---- | ---- | ---- | -- | ---- | ---- | ---- |
| Pinyin          | yi | ye   | you  | yan  | yin  | ying | yong | wu | wo/o | wei  | wen  | weng | yu | yue  | yuan | yun  |
| Tongyong pinyin | yi | ye   | you  | yan  | yin  | ying | yong | wu | wo/o | wei  | wun  | wong | yu | yue  | yuan | yun  |
| Wade-Giles      | i  | yeh  | yu   | yen  | yin  | ying | yung | wu | wo/o | wei  | wên  | wêng | yü | yüeh | yüan | yün  |
| Zhuyin          | ㄧ | ㄧㄝ | ㄧㄡ | ㄧㄢ | ㄧㄣ | ㄧㄥ | ㄩㄥ | ㄨ | ㄨㄛ | ㄨㄟ | ㄨㄣ | ㄨㄥ | ㄩ | ㄩㄝ | ㄩㄢ | ㄩㄣ |
| Esempio         | 一 | 也   | 又   | 言   | 音   | 英   | 用   | 五 | 我   | 位   | 文   | 翁   | 玉 | 月   | 元   | 云   |

| IPA             | p  | pʰ | m  | fəŋ  | tiou   | tuei   | tuən   | tʰ | ny   | ly   | kɤɚ    | kʰ | xɤ   |
| --------------- | -- | -- | -- | ---- | ------ | ------ | ------ | -- | ---- | ---- | ------ | -- | ---- |
| Pinyin          | b  | p  | m  | feng | diu    | dui    | dun    | t  | nü   | lü   | ger    | k  | he   |
| Tongyong pinyin | b  | p  | m  | fong | diou   | duei   | dun    | t  | nyu  | lyu  | ger    | k  | he   |
| Wade-Giles      | p  | p' | m  | fêng | tiu    | tui    | tun    | t' | nü   | lü   | kêrh   | k' | ho   |
| Zhuyin          | ㄅ | ㄆ | ㄇ | ㄈㄥ | ㄉㄧㄡ | ㄉㄨㄟ | ㄉㄨㄣ | ㄊ | ㄋㄩ | ㄌㄩ | ㄍㄜㄦ | ㄎ | ㄏㄜ |
| Esempio         | 玻 | 婆 | 末 | 封   | 丟     | 兌     | 顿     | 特 | 女   | 旅   | 歌儿   | 可 | 何   |

| IPA             | tɕiɛn  | tɕiʊŋ  | tɕʰin  | ɕyɛn   | ʈʂɤ  | ʈʂɨ  | ʈʂʰɤ | ʈʂʰɨ  | ʂɤ   | ʂɨ   | ʐɤ   | ʐɨ  | tsɤ  | tsuo   | tsɨ | tsʰɤ | tsʰɨ | sɤ   | sɨ  |
| --------------- | ------ | ------ | ------ | ------ | ---- | ---- | ---- | ----- | ---- | ---- | ---- | --- | ---- | ------ | --- | ---- | ---- | ---- | --- |
| Pinyin          | jian   | jiong  | qin    | xuan   | zhe  | zhi  | che  | chi   | she  | shi  | re   | ri  | ze   | zuo    | zi  | ce   | ci   | se   | si  |
| Tongyong pinyin | jian   | jyong  | cin    | syuan  | jhe  | jhih | che  | chih  | she  | shih | re   | rih | ze   | zuo    | zih | ce   | cih  | se   | sih |
| Wade-Giles      | chien  | chiung | ch'in  | shüan  | chê  | chih | ch'ê | ch'ih | shê  | shih | jê   | jih | tsê  | tso    | tzŭ | ts'ê | tz'ŭ | sê   | sŭ  |
| Zhuyin          | ㄐㄧㄢ | ㄐㄩㄥ | ㄑㄧㄣ | ㄒㄩㄢ | ㄓㄜ | ㄓ   | ㄔㄜ | ㄔ    | ㄕㄜ | ㄕ   | ㄖㄜ | ㄖ  | ㄗㄜ | ㄗㄨㄛ | ㄗ  | ㄘㄜ | ㄘ   | ㄙㄜ | ㄙ  |
| Esempio         | 件     | 窘     | 秦     | 宣     | 哲   | 之   | 扯   | 赤    | 社   | 是   | 惹   | 日  | 仄   | 左     | 字  | 策   | 次   | 色   | 斯  |

| IPA                                 | ma˥˥  | ma˧˥  | ma˨˩˦ | ma˥˩  | ma     |
| ----------------------------------- | ----- | ----- | ----- | ----- | ------ |
| Pinyin                              | mā    | má    | mǎ    | mà    | ma     |
| Tongyong pinyin                     | ma    | má    | mǎ    | mà    | må     |
| Wade-Giles                          | ma1   | ma2   | ma3   | ma4   | ma0    |
| Zhuyin                              | ㄇㄚ  | ㄇㄚˊ | ㄇㄚˇ | ㄇㄚˋ | ㄇㄚ・ |
| Esempio (tradizionale/semplificato) | 媽/妈 | 麻/麻 | 馬/马 | 罵/骂 | 嗎/吗  |

## Tastiere
Tastiera della Repubblica di Cina (Taiwan), che utilizza il bopomofo (zhuyin, in alto a destra), il cangjie(in basso a sinistra) e il dayi (in basso a destra).

## Varie
- Codice ISO 15924: Bopo